# Седмочисленици
Вижте пояснителната страница за други значения на Седмочисленици.
Седмочисленици е събирателно название за 7 светци, почитани от Българската православна и други църкви като създатели и разпространители на глаголицата и кирилицата.
Те са братята Кирил и Методий и петима техни ученици. Повечето техни ученици са подложени на гонения. До 200 дякони били продадени като роби на евреите.  Петима техни високопоставени ученици  са прогонени от  Великоморавия: Климент, Наум, Горазд, Сава и Ангеларий.  Съществуват мнения, че учениците се насочват към България, но избират различни пътища. Климент, Наум, Сава избират пътят по Дунав, а Горазд и Ангеларий се отделят от тях. Сава умира по пътя, но Климент и Наум достигат българските земи. Съществуват  сведения, че Горазд е забягнал в Албания. (Виктор Григоревич, Павел Шафарик, Гаврил Кръстевич, Божидар Димитров)
Църквата традиционно не включва към седмочислениците  Константин Преславски, защото не е канонизиран, въпреки че е считан за пряк ученик на Методий, а впоследствие става викарий на Наум Преславски и накрая - Преславски епископ.
Руската православна църква чества братята Кирил и Методий отделно, а учениците им се признават за равноапостоли. Българската православна църква е определила 27 юли – Деня на успението на св. Климент Охридски, и за Ден на светите Седмочисленици.

## Школа на Кирил и Методий
Настоятел на византийския манастир „Полихрон“, на планината Малък Олимп (край днешна Бурса) е Методий Моравски. Там с негова помощ и участие брат му Кирил създава глаголицата – първата славянска азбука. Групата от последователи на Кирил започва да се образува през 856 г. още в манастира. Повечето от просветителите са южни славяни и знаят родния си славянски език.
През 863 г. по покана на княз Ростислав – владетеля на Великоморавия, се установяват в неговата столица Велеград, където превеждат на славянски език евангелия, псалтири и други църковни книги.
Още приживе обаче просветното дело на братята Кирил и Методий, макар и широко прието от славянското население, не е приемано еднозначно от светски и църковни власти, засягайки интересите на свещенослужителите, извършвали богослужение на гръцки и други езици според триезичната догма.
След смъртта на Кирил (869) и на Методий (885) славянският език е изхвърлен от богослужението, а духовниците – ученици на Методий – отстранени от църквите. Наклеветени, че подготвят бунт срещу княз Святополк, по-младите от тях са продадени в робство и отведени във Венеция. Най-приближените ученици Горазд, Климент, Наум, Лаврентий и Ангеларий са подложени на мъчения и затворени за кратко, след което са прогонени от Великоморавия и достигат до България, където търсят подкрепа от Борис I.

## Книжовните школи в България
През 886 г. българският владетел Борис I посреща книжовниците, дава насърчение и държавна подкрепа на тяхното свещено дело. Създадени са 2 главни просветни средища с школи за обучение и скриптории за превеждане от гръцки на старобългарски на християнската книжнина и за нейното разпространение, а също така и за подготовка на свещенослужители за младата българска християнска църква.
Наум оглавява школата в Плиска, която е преместена в Преслав (893) и става известна като Преславска книжовна школа, а скоро към него се присъединява и Константин Преславски, който става викариен епископ. Климент е изпратен (886) да основе школа в югозападните български земи с център Охрид (известна като Охридска книжовна школа), като дори местните административни и военни власти са поставени в негово подчинение. Житието му разказва, че за 7 години лично е обучил над 3500 свещеници и учители. Към него се присъединява Наум през 893 г.
Така се създават нужните условия и в кратко време гръцкият език в богослужението и администрацията е заменен с народностния български език, разбираем за практически всички българи в онези времена.
След приемането на християнството от Киевска Рус сътворената от тях църковна книжнина налага старобългарския език като официален държавен и църковнослужебен език от Адриатика до Далечния изток.

## Други
На свети Седмочисленици е наречена улица в квартал „Лозенец“ в София (Карта).